# Krajowy Związek Spółdzielni Mleczarskich Związek Rewizyjny
Der Krajowy Związek Spółdzielni Mleczarskich Związek Rewizyjny (Nationalverband der Molkereigenossenschaften – Revisionsverband) ist die größte und älteste Organisation der polnischen Milchindustrie. Der Verband wurde 1991 gegründet und vertritt die Interessen der genossenschaftlich organisierten milchverarbeitenden Betriebe Polens. Derzeit umfasst er 108 Mitglieder, die rund 65 % der im Land produzierten Milch verarbeiten (Stand 2008). Der Sitz des Verbandes befindet sich in Warschau.

## Verbandsaufgaben
Der Verband ist eine freiwillige, selbstverwaltete Organisation von Molkerei- und anderen Genossenschaften, deren Tätigkeit direkt oder indirekt an der Erzeugung, der Verarbeitung und der Vermarktung von Milch oder ihren Bestandteilen verbunden ist. Wichtigstes Ziel der KSZM ZR ist die Unterstützung der ihr angeschlossenen Genossenschaften, die Vertretung deren Interessen gegenüber Gesellschaft und Gesetzgebung und die Entwicklung der polnischen Milchwirtschaft unter Berücksichtigung der notwendigen Anpassungen an die Anforderungen der Europäischen Union zu fördern.
KZSM ZR bietet Mitgliedern Schulungen und Konferenzteilnahmen an. Es werden geeignete Kampagnen (z. B. bei der Unterstützung der Schulmilch) organisiert und gefördert. Der Verband ist auch Veranstalter einer jährlichen Mopro-Messe im Warschauer Kulturpalast – der Mleko-Expo.

## Geschichte
Am 20. Januar 1990 trat das Gesetz über die Veränderungen des Verbandswesen Polens in Kraft, dem zufolge der bis dahin bestehende Zentralverband der Molkereigenossenschaften (Centralny Związek Spółdzielni Mleczarskich) aufgelöst wurde. Bereits nach kurzer Zeit entschieden sich Vertreter der Genossenschaften, eine neue Organisation zur Koordinierung von Gemeinschaftsaktivitäten ins Leben zu rufen.
Auf einem Treffen mit Delegierten von 172 Genossenschaften wurde am 26. Mai 1991 die Gründung der KPSM – Krajowe Porozumienie Spółdzielni Mleczarskich (Nationale Verständigung der Molkereigenossenschaften) beschlossen. Der Kongress verabschiedete die Satzung des neuen Verbandes und wählte einen Rat aus 84 Mitgliedern. Zum Präsidenten des Rates wurde Andrzej Furmanek (Molkereigenossenschaft Sanniki) bestimmt. Der Verband wurde am 4. November 1991 im Handelsregister (KRS) der Stadt Warschau eingetragen. Am 5./6. Juni 1992 fand die erste Vollversammlung statt, auf der Czesław Cieślak (OSM Koło) zum Präsidenten gewählt wurde.
Am 4. September 1998 wurde auf einer Vollversammlung die Änderung des Verbandsnamens in die heute gültige Fassung Krajowy Związek Spółdzielni Mleczarskich Związek Rewizyjny beschlossen. Auf der Vollversammlung im November 2000 wurde die Verringerung der Anzahl der Ratsmitglieder auf 50 Personen durchgesetzt. Als Vorsitzender wurde Kazimierz Konieczny bestätigt.
Die einsetzende Konsolidierung in der polnischen Milchwirtschaft seit Anfang der 2000er Jahre führte zu einem Rückgang an Mitgliedsfirmen. Hatte KZSM ZR im Jahr 2005 noch 145 Mitglieder, reduzierte sich diese Zahl auf 131 (2006), 119 (2007) und 115 im Jahr 2008. Heute gibt es noch 108 Mitgliedsfirmen. Der Verband beschäftigt einschließlich der Geschäftsführung 23 Angestellte. Der Geschäftsführer des Verbandes ist seit Januar 2009 Waldemar Broś.